# Кітлод (перевал)
Кітлод —  гірський перевал через Головний Кавказький хребет, на кордоні  Кабардино-Балкарії і  Грузії. Розташований між вершинами Тіхтенген і Кулак-тау, з'єднує верхів'я  Чегемської ущелини (на півночі) і верхів'я річки  Мульхри (на півдні).
Назва перекладається з тюркської як «перевал позаду вершини» і пов'язана з тим, що перевал, при спостереженні його з льодовика Кулак, по якому йде шлях до перевалу, не видно, оскільки він заслонений однойменною вершиною